# Dagfinn Olsen
Dagfinn Olsen, norsk orienterare som tog brons i stafett vid VM 1966.